# Хилков, Иван Андреевич Большой
Князь Иван Андреевич Хилков по прозванию Большой — стольник и воевода во времена правления Михаила Фёдоровича.
Из княжеского рода Хилковы. Четвёртый сын князя Андрея Дмитриевича Хилкова. Имел братьев, князей: Бориса, Фёдора по прозванию Молодой, Петра и боярина Ивана Меньшого.

## Биография
В 1619 году упомянут стольником на государевом обеде «смотрел в кривой стол». В феврале 1626 года на бракосочетании царя Михаила Фёдоровича с Евдокией Лукьяновной Стрешневой был двадцатым в свадебном поезде. В 1629 году послан от государя с обедом к польским послам. С этого времени неоднократно упомянут в чине стольник на различных государевых и патриарших мероприятиях. В 1633 году первый воевода в Брянске. В 1634 году встречал турецкого посла.
В поколенной росписи поданное в 1682 году в Палату родословных дел указано, что князь Иван Андреевич Большой убит на Ходынке (Ходынское поле), но когда и при каких обстоятельствах — не упоминается.
По родословной росписи показан бездетным.

## Критика
П. Н. Петров в «Истории родов русского дворянства» отмечает князя Хилкова Ивана Андреевича Большого с титулом — боярин, что вероятно не соответствует действительности. Бояриным был его младший брат князь Иван Андреевич Меньшой (ум. 1677), записанный в этой должности в 1682 году при подаче сведений в Палату родословных дел. Туже ошибку повторяет П. В. Долгоруков в «Российской родословной книге».
А. П. Барсуков в своём труде, указывая службы Ивана Большого и Меньшого перепутал их и воеводские службы начиная с 1638 года необходимо относить к боярину Ивану Меньшому, что прослеживается в труде М. Г. Спиридова по службам и чинам.
В 1676 (7184) в Боярской книге записан стольник, князь Иван Андреевич Хилков, но с большой вероятностью это князь Иван Андреевич Хилков указанный у В. П. Долгорукова под № 37, так как князю Ивану Большому на это время было бы под 80 лет.